# Reppichau
Reppichau este o comună în Saxonia-Anhalt, Germania